# Felix Herholc
Felix Herholc (* 9. Oktober 1987 in Ludwigsfelde) ist ein deutscher ehemaliger Handballtorwart.
Der 1,87 Meter große Torwart begann beim Ludwigsfelder HC und wechselte dann auf die Sportschule des 1. VfL Potsdam. Ab der Saison 2007/2008 spielte er beim Stralsunder HV. In der Saison 2008/2009 bestritt er gegen den VfL Gummersbach sein erstes Spiel in der Bundesliga. Zur Saison 2009/2010 wechselte Herholc zum Regionalligisten HSV Bad Blankenburg. 2017 wechselte er zum NHV Concordia Delitzsch 2010, wo er im Jahr 2022 seine Karriere beendete.

## Sonstiges
2007 machte Herholc an der Potsdamer Friedrich-Ludwig-Jahn-Sportschule das Abitur. Er absolvierte eine Ausbildung zum Bürokaufmann und ist Vater.